# Acrodactyla aequaria
Acrodactyla aequaria là một loài tò vò trong họ Ichneumonidae.